# Llista d'eleccions dels Estats Units d'Amèrica

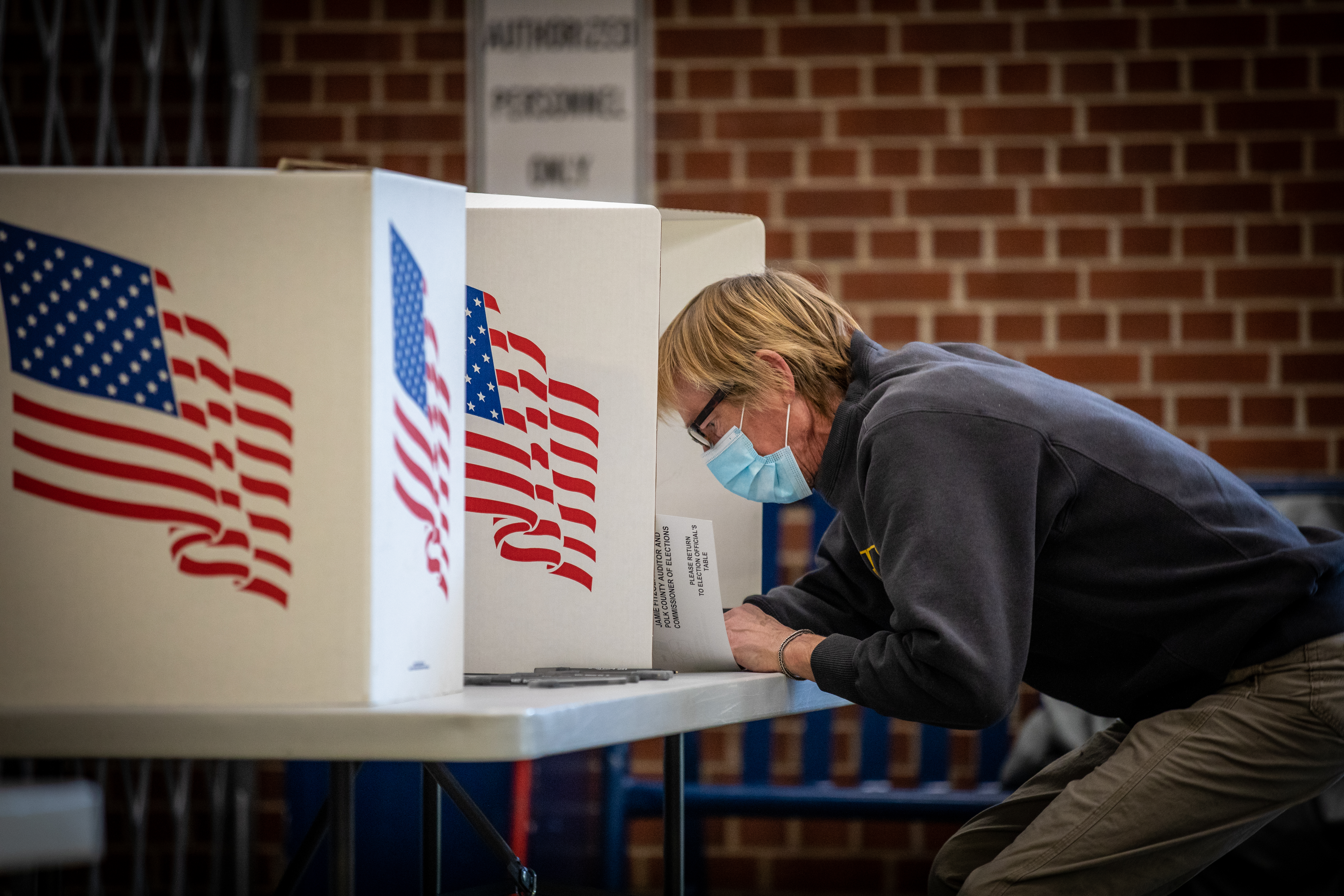
Dia de les eleccions als Estats Units.

Els Estats Units d'Amèrica celebren les seves eleccions el primer dimarts després del primer dilluns del mes de novembre.

## Eleccions a la cambra de representants des de 1944
| Any  | Partit Demòcrata | Partit Republicà |
| 1944 | 50.6             | 47.2             |
| 1946 | 44.3             | 53.5             |
| 1948 | 51.6             | 45.4             |
| 1950 | 48.94            | 48.85            |
| 1952 | 49.2             | 49.3             |
| 1954 | 52.1             | 47               |
| 1956 | 50.7             | 48.7             |
| 1958 | 55.5             | 43.6             |
| 1960 | 54.4             | 44.8             |
| 1962 | 52.1             | 47.1             |
| 1964 | 56.9             | 42.4             |
| 1966 | 50.5             | 48               |
| 1968 | 50               | 48.2             |
| 1970 | 53               | 44.5             |
| 1972 | 51.7             | 46.4             |
| 1974 | 57.1             | 40.5             |
| 1976 | 55.5             | 42.2             |
| 1978 | 53.4             | 44.7             |
| 1980 | 50.3             | 47.6             |
| 1982 | 55               | 43.2             |
| 1984 | 51.9             | 46.8             |
| 1986 | 54.1             | 44.2             |
| 1988 | 53.2             | 45.3             |
| 1990 | 52               | 43.9             |
| 1992 | 49.9             | 44.8             |
| 1994 | 44.7             | 51.5             |
| 1996 | 48.1             | 47.8             |
| 1998 | 47.1             | 48               |
| 2000 | 47               | 47.3             |
| 2002 | 45               | 49.6             |
| 2004 | 46.6             | 49.2             |
| 2006 | 52               | 44.1             |
| 2008 | 53.2             | 42.5             |
| 2010 | 44.5             | 51.6             |
| 2012 | 48.3             | 46.9             |

### 1788-1799
| 1788 | Generals 1788 |            |              |                    |
| 1789 | Generals 1789 | Senat 1789 | Congrés 1789 | Presidencials 1789 |
| 1790 | Generals 1790 | Senat 1790 | Congrés 1790 | Presidencials 1789 |
| 1792 | Generals 1792 | Senat 1792 | Congrés 1792 | Presidencials 1792 |
| 1794 | Generals 1794 | Senat 1794 | Congrés 1794 | Presidencials 1792 |
| 1796 | Generals 1796 | Senat 1796 | Congrés 1796 | Presidencials 1796 |
| 1798 | Generals 1798 | Senat 1798 | Congrés 1798 | Presidencials 1796 |

### 1800-1849
| 1800 | Generals 1800 | Senat 1800 | Congrés 1800 | Presidencials 1800 |
| 1802 | Generals 1802 | Senat 1802 | Congrés 1802 | Presidencials 1800 |
| 1804 | Generals 1804 | Senat 1804 | Congrés 1804 | Presidencials 1804 |
| 1806 | Generals 1806 | Senat 1806 | Congrés 1806 | Presidencials 1804 |
| 1808 | Generals 1808 | Senat 1808 | Congrés 1808 | Presidencials 1808 |
| 1810 | Generals 1810 | Senat 1810 | Congrés 1810 | Presidencials 1808 |
| 1812 | Generals 1812 | Senat 1812 | Congrés 1812 | Presidencials 1812 |
| 1814 | Generals 1814 | Senat 1814 | Congrés 1814 | Presidencials 1812 |
| 1816 | Generals 1816 | Senat 1816 | Congrés 1816 | Presidencials 1816 |
| 1818 | Generals 1818 | Senat 1818 | Congrés 1818 | Presidencials 1816 |
| 1820 | Generals 1820 | Senat 1820 | Congrés 1820 | Presidencials 1820 |
| 1822 | Generals 1822 | Senat 1822 | Congrés 1822 | Presidencials 1820 |
| 1824 | Generals 1824 | Senat 1824 | Congrés 1824 | Presidencials 1824 |
| 1826 | Generals 1826 | Senat 1826 | Congrés 1826 | Presidencials 1824 |
| 1828 | Generals 1828 | Senat 1828 | Congrés 1828 | Presidencials 1828 |
| 1830 | Generals 1830 | Senat 1830 | Congrés 1830 | Presidencials 1828 |
| 1832 | Generals 1832 | Senat 1832 | Congrés 1832 | Presidencials 1832 |
| 1834 | Generals 1834 | Senat 1834 | Congrés 1834 | Presidencials 1832 |
| 1836 | Generals 1836 | Senat 1836 | Congrés 1836 | Presidencials 1836 |
| 1838 | Generals 1838 | Senat 1838 | Congrés 1838 | Presidencials 1836 |
| 1840 | Generals 1840 | Senat 1840 | Congrés 1840 | Presidencials 1840 |
| 1842 | Generals 1842 | Senat 1842 | Congrés 1842 | Presidencials 1840 |
| 1844 | Generals 1844 | Senat 1844 | Congrés 1844 | Presidencials 1844 |
| 1846 | Generals 1846 | Senat 1846 | Congrés 1846 | Presidencials 1844 |
| 1848 | Generals 1848 | Senat 1848 | Congrés 1848 | Presidencials 1848 |

### 1850-1899
| 1850 | Generals 1850 | Senat 1850 | Congrés 1850 |                    |
| 1852 | Generals 1852 | Senat 1852 | Congrés 1852 | Presidencials 1852 |
| 1854 | Generals 1854 | Senat 1854 | Congrés 1854 | Presidencials 1852 |
| 1856 | Generals 1856 | Senat 1856 | Congrés 1856 | Presidencials 1856 |
| 1858 | Generals 1858 | Senat 1858 | Congrés 1858 | Presidencials 1856 |
| 1860 | Generals 1860 | Senat 1860 | Congrés 1860 | Presidencials 1860 |
| 1862 | Generals 1862 | Senat 1862 | Congrés 1862 | Presidencials 1860 |
| 1864 | Generals 1864 | Senat 1864 | Congrés 1864 | Presidencials 1864 |
| 1866 | Generals 1866 | Senat 1866 | Congrés 1866 | Presidencials 1864 |
| 1868 | Generals 1868 | Senat 1868 | Congrés 1868 | Presidencials 1868 |
| 1870 | Generals 1870 | Senat 1870 | Congrés 1870 | Presidencials 1868 |
| 1872 | Generals 1872 | Senat 1872 | Congrés 1872 | Presidencials 1872 |
| 1874 | Generals 1874 | Senat 1874 | Congrés 1874 | Presidencials 1872 |
| 1876 | Generals 1876 | Senat 1876 | Congrés 1876 | Presidencials 1876 |
| 1878 | Generals 1878 | Senat 1878 | Congrés 1878 | Presidencials 1876 |
| 1880 | Generals 1880 | Senat 1880 | Congrés 1880 | Presidencials 1880 |
| 1882 | Generals 1882 | Senat 1882 | Congrés 1882 | Presidencials 1880 |
| 1884 | Generals 1884 | Senat 1884 | Congrés 1884 | Presidencials 1884 |
| 1886 | Generals 1886 | Senat 1886 | Congrés 1886 | Presidencials 1884 |
| 1888 | Generals 1888 | Senat 1888 | Congrés 1888 | Presidencials 1888 |
| 1890 | Generals 1890 | Senat 1890 | Congrés 1890 | Presidencials 1888 |
| 1892 | Generals 1892 | Senat 1892 | Congrés 1892 | Presidencials 1892 |
| 1894 | Generals 1894 | Senat 1894 | Congrés 1894 | Presidencials 1892 |
| 1896 | Generals 1896 | Senat 1896 | Congrés 1896 | Presidencials 1896 |
| 1898 | Generals 1898 | Senat 1898 | Congrés 1898 | Presidencials 1896 |

### 1900-1949
| 1900 | Generals 1900 | Senat 1900 | Congrés 1900 | Presidencials 1900 |
| 1902 | Generals 1902 | Senat 1902 | Congrés 1902 | Presidencials 1900 |
| 1904 | Generals 1904 | Senat 1904 | Congrés 1904 | Presidencials 1904 |
| 1906 | Generals 1906 | Senat 1906 | Congrés 1906 | Presidencials 1904 |
| 1908 | Generals 1908 | Senat 1908 | Congrés 1908 | Presidencials 1908 |
| 1910 | Generals 1910 | Senat 1910 | Congrés 1910 | Presidencials 1908 |
| 1912 | Generals 1912 | Senat 1912 | Congrés 1912 | Presidencials 1912 |
| 1914 | Generals 1914 | Senat 1914 | Congrés 1914 | Presidencials 1912 |
| 1916 | Generals 1916 | Senat 1916 | Congrés 1916 | Presidencials 1916 |
| 1918 | Generals 1918 | Senat 1918 | Congrés 1918 | Presidencials 1916 |
| 1920 | Generals 1920 | Senat 1920 | Congrés 1920 | Presidencials 1920 |
| 1922 | Generals 1922 | Senat 1922 | Congrés 1922 | Presidencials 1920 |
| 1924 | Generals 1924 | Senat 1924 | Congrés 1924 | Presidencials 1924 |
| 1926 | General 1926  | Senat 1926 | Congrés 1926 | Presidencials 1924 |
| 1928 | General 1928  | Senat 1928 | Congrés 1928 | Presidencials 1928 |
| 1930 | General 1930  | Senat 1930 | Congrés 1930 | Presidencials 1928 |
| 1932 | General 1932  | Senat 1932 | Congrés 1932 | Presidencials 1932 |
| 1934 | General 1934  | Senat 1934 | Congrés 1934 | Presidencials 1932 |
| 1936 | General 1936  | Senat 1936 | Congrés 1936 | Presidencials 1936 |
| 1938 | General 1938  | Senat 1938 | Congrés 1938 | Presidencials 1936 |
| 1940 | General 1940  | Senat 1940 | Congrés 1940 | Presidencials 1940 |
| 1942 | General 1942  | Senat 1942 | Congrés 1942 | Presidencials 1940 |
| 1944 | General 1944  | Senat 1944 | Congrés 1944 | Presidencials 1944 |
| 1946 | General 1946  | Senat 1946 | Congrés 1946 | Presidencials 1944 |
| 1948 | General 1948  | Senat 1948 | Congrés 1948 | Presidencials 1948 |

### 1950-1999
| 1950 | General 1950 | Senat 1950 | Congrés 1950 |                    |                  |
| 1952 | General 1952 | Senat 1952 | Congrés 1952 | Presidencials 1952 |                  |
| 1954 | General 1954 | Senat 1954 | Congrés 1954 | Presidencials 1952 |                  |
| 1956 | General 1956 | Senat 1956 | Congrés 1956 | Presidencials 1956 |                  |
| 1958 | General 1958 | Senat 1958 | Congrés 1958 | Presidencials 1956 |                  |
| 1960 | General 1960 | Senat 1960 | Congrés 1960 | Presidencials 1960 |                  |
| 1962 | General 1962 | Senat 1962 | Congrés 1962 | Presidencials 1960 |                  |
| 1964 | General 1964 | Senat 1964 | Congrés 1964 | Presidencials 1964 |                  |
| 1966 | General 1966 | Senat 1966 | Congrés 1966 | Presidencials 1964 |                  |
| 1968 | General 1968 | Senat 1968 | Congrés 1968 | Presidencials 1968 |                  |
| 1970 | General 1970 | Senat 1970 | Congrés 1970 | Presidencials 1968 |                  |
| 1972 | General 1972 | Senat 1972 | Congrés 1972 | Presidencials 1972 |                  |
| 1974 | General 1974 | Senat 1974 | Congrés 1974 | Presidencials 1972 |                  |
| 1976 | General 1976 | Senat 1976 | Congrés 1976 | Presidencials 1976 |                  |
| 1978 | General 1978 | Senat 1978 | Congrés 1978 | Presidencials 1976 |                  |
| 1980 | General 1980 | Senat 1980 | Congrés 1980 | Presidencials 1980 |                  |
| 1981 | General 1981 | Senat 1980 | Congrés 1980 | Presidencials 1980 | Governadors 1981 |
| 1982 | General 1982 | Senat 1982 | Congrés 1982 | Presidencials 1980 | Governadors 1982 |
| 1983 | General 1983 | Senat 1982 | Congrés 1982 | Presidencials 1980 | Governadors 1983 |
| 1984 | General 1984 | Senat 1984 | Congrés 1984 | Presidencials 1984 | Governadors 1984 |
| 1985 | General 1985 | Senat 1984 | Congrés 1984 | Presidencials 1984 | Governadors 1985 |
| 1986 | General 1986 | Senat 1986 | Congrés 1986 | Presidencials 1984 | Governadors 1986 |
| 1987 | General 1987 | Senat 1986 | Congrés 1986 | Presidencials 1984 | Governadors 1987 |
| 1988 | General 1988 | Senat 1988 | Congrés 1988 | Presidencials 1988 | Governadors 1988 |
| 1989 | General 1989 | Senat 1988 | Congrés 1988 | Presidencials 1988 | Governadors 1989 |
| 1990 | General 1990 | Senat 1990 | Congrés 1990 | Presidencials 1988 | Governadors 1990 |
| 1991 | General 1991 | Senat 1990 | Congrés 1990 | Presidencials 1988 | Governadors 1991 |
| 1992 | General 1992 | Senat 1992 | Congrés 1992 | Presidencials 1992 | Governadors 1992 |
| 1993 | General 1993 | Senat 1992 | Congrés 1992 | Presidencials 1992 | Governadors 1993 |
| 1994 | General 1994 | Senat 1994 | Congrés 1994 | Presidencials 1992 | Governadors 1994 |
| 1995 | General 1995 | Senat 1994 | Congrés 1994 | Presidencials 1992 | Governadors 1995 |
| 1996 | General 1996 | Senat 1996 | Congrés 1996 | Presidencials 1996 | Governadors 1996 |
| 1997 | General 1997 | Senat 1996 | Congrés 1996 | Presidencials 1996 | Governadors 1997 |
| 1998 | General 1998 | Senat 1998 | Congrés 1998 | Presidencials 1996 | Governadors 1998 |
| 1999 | General 1999 | Senat 1998 | Congrés 1998 | Presidencials 1996 | Governadors 1999 |

### 2000-2014
| 2000 | General 2000 | Senat 2000 | Congrés 2000 | Presidencials 2000 | Governadors 2000 | Mayors 2000 |
| 2001 | General 2001 | Senat 2000 | Congrés 2000 | Presidencials 2000 | Governadors 2001 | Mayors 2001 |
| 2002 | General 2002 | Senat 2002 | Congrés 2002 | Presidencials 2000 | Governadors 2002 | Mayors 2002 |
| 2003 | General 2003 | Senat 2002 | Congrés 2002 | Presidencials 2000 | Governadors 2003 | Mayors 2003 |
| 2004 | General 2004 | Senat 2004 | Congrés 2004 | Presidencials 2004 | Governadors 2004 | Mayors 2004 |
| 2005 | General 2005 | Senat 2004 | Congrés 2005 | Presidencials 2004 | Governadors 2005 | Mayors 2005 |
| 2006 | General 2006 | Senat 2006 | Congrés 2006 | Presidencials 2004 | Governadors 2006 | Mayors 2006 |
| 2007 | General 2007 | Senat 2006 | Congrés 2007 | Presidencials 2004 | Governadors 2007 | Mayors 2007 |
| 2008 | General 2008 | Senat 2008 | Congrés 2008 | Presidencials 2008 | Governadors 2008 | Mayors 2008 |
| 2009 | General 2009 | Senat 2008 | Congrés 2009 | Presidencials 2008 | Governadors 2009 | Mayors 2009 |
| 2010 | General 2010 | Senat 2010 | Congrés 2010 | Presidencials 2008 | Governadors 2010 | Mayors 2010 |
| 2011 | General 2011 | Senat 2010 | Congrés 2011 | Presidencials 2008 | Governadors 2011 | Mayors 2011 |
| 2012 | General 2012 | Senat 2012 | Congrés 2012 | Presidencials 2012 | Governadors 2012 | Mayors 2012 |
| 2013 | General 2013 | Senat 2012 | Congrés 2012 | Presidencials 2012 | Governadors 2013 | Mayors 2013 |
| 2014 | General 2014 | Senat 2014 | Congrés 2014 | Presidencials 2012 | Governadors 2014 | Mayors 2014 |